# Antimonde
Pour l'évêque, voir Antimonde de Toul.
Antimonde est un concept désignant l'ensemble des espaces négatifs, marginaux et informels, qui sont marqués par leur isolation ou par leur dissimulation.
Ces lieux incluent les paradis fiscaux, les zones franches, les bases militaires, les prisons, les zones de guérilla, les zones de trafic de drogues ou de forte criminalité, mais également les zones marginales comme les espaces de ruralité profonde, les espaces marqués par des personnes marginales comme les gens du voyage, les squatteurs, etc.,.
C'est un concept de géographie française, relativement académique et controversé, inventé par Roger Brunet dans les années 1980.